# وقتی به تو نیاز دارم
«وقتی بهت احتیاج داشتم» (به انگلیسی: When I Need You) تک‌آهنگی از لیو سایر است که در سال ۱۹۷۷ میلادی منتشر شد.